# Đội tuyển bóng đá bãi biển quốc gia Cameroon
Đội tuyển bóng đá bãi biển quốc gia Cameroon đại diện Cameroon ở các giải thi đấu bóng đá bãi biển quốc tế và được điều hành bởi Liên đoàn bóng đá Cameroon, cơ quan quản lý bóng đá ở Cameroon.

## Đội hình hiện tại
Chính xác tính đến tháng 7 năm 2008
Ghi chú: Quốc kỳ chỉ đội tuyển quốc gia được xác định rõ trong điều lệ tư cách FIFA. Các cầu thủ có thể giữ hơn một quốc tịch ngoài FIFA.
| Số | VT | Quốc gia | Cầu thủ             |
| -- | -- | -------- | ------------------- |
| 1  | TM |          | Jean Kengne         |
| 2  | TĐ |          | Franck Batoum       |
| 3  | HV |          | Bernard Nkolo       |
| 4  | HV |          | Bertrand Abissonono |
| 5  | HV |          | Ekwalla Eyoum       |
| 6  | TĐ |          | Bruno Ndengue       |

| Số | VT | Quốc gia | Cầu thủ             |
| -- | -- | -------- | ------------------- |
| 7  | TĐ |          | Djibril Abouem      |
| 8  | HV |          | Joan Etame          |
| 9  | TĐ |          | Eric Yopa           |
| 10 | TĐ |          | Aime Yombi          |
| 11 | HV |          | Jean-Claude Nkoumou |
| 12 | TM |          | Marc Belle          |

Huấn luyện viên: Jean Pierre Bahabege Ngwe

## Ban huấn luyện hiện tại
Đại biểu trưởng: Jean Louis Palla

## Thành tích
- Giải vô địch bóng đá bãi biển châu Phi: Vô địch
  - 2006
- Á quân
  - 2008